# Schlossbergtunnel (Bundesstraße 296)

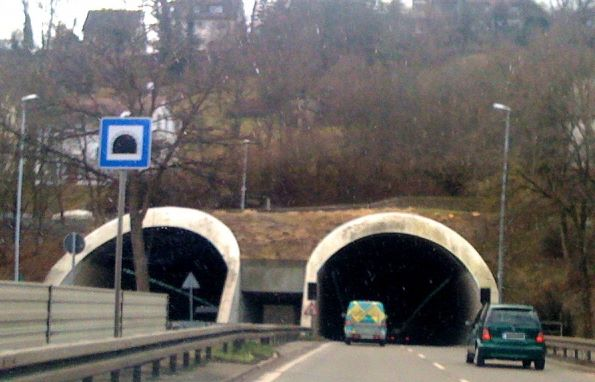
Nordportal

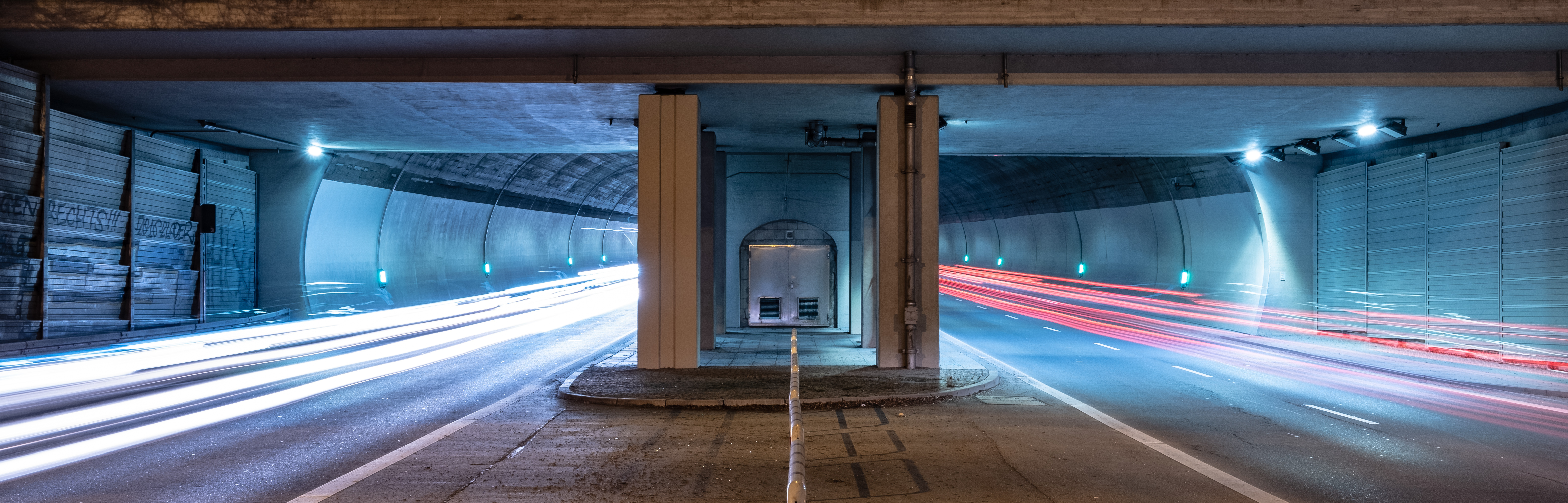
Nachts mit Verkehr

Der Schlossbergtunnel der Bundesstraße 296 in Tübingen ist 290 Meter lang und besteht aus zwei durch einen Mittelpfeiler aus Stahlbeton getrennten parallelen Röhren mit je einer zweispurigen Richtungsfahrbahn. Er wurde am 20. Juli 1979 nach sechseinhalb Jahren Bauzeit für den Verkehr freigegeben, die Kosten betrugen 70 Millionen D-Mark. Er ist Teil der südlichen Umfahrung der Innenstadt. Durch den Bau sollte vor allem die Mühlstraße als einzige Nord-Süd-Verbindung in der Tübinger Innenstadt entlastet werden, da diese Straße zwischen Schlossberg und Österberg aufgrund der geographischen Gegebenheiten nicht ausgebaut werden kann. Im März und April 2005 wurde der Tunnel für 250.000 Euro aus Bundesmitteln mit Notrufsäulen, Fluchtwegbeleuchtung, Brandmeldeanlage und Heizbändern gegen Eisbildung ausgerüstet. Von März 2013 bis Oktober 2014 wurden der Tunnel und die anschließenden Brücken aus Bundesmitteln für 6,2 Millionen Euro saniert.